# (5797) Бивой
(5797) Бивой (лат. Bivoj) — околоземный астероид из группы Амура (II), который был открыт 13 января 1980 года чешским астрономом Антонином Мркосом в обсерватории Клеть и назван в честь Бивоя, персонажа чешских мифов. По легенде, этот отважный силач во времена правления княжны Либуше избавил жителей Вышеграда и его окрестностей от огромного свирепого вепря: грозный зверь не только опустошал поля, но и нападал на людей, угрожая их жизни.

Орбита астероида Бивой  и его положение в Солнечной системе
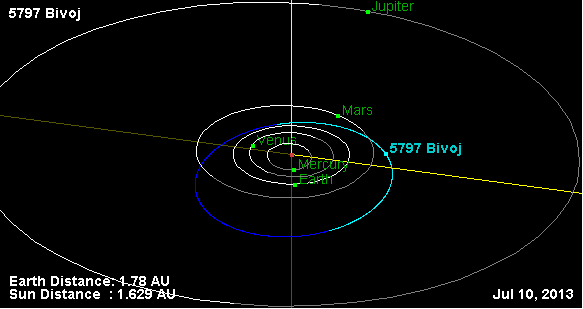
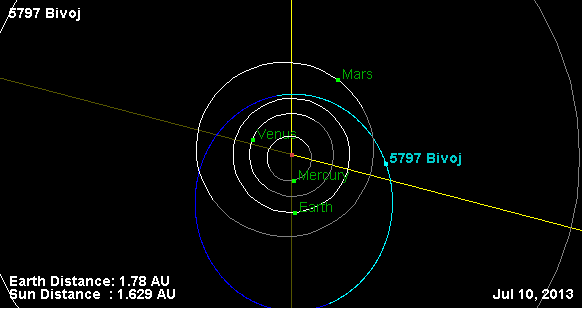